# العلاقات الجنوب سودانية الموريتانية
العلاقات الجنوب سودانية الموريتانية هي العلاقات الثنائية التي تجمع بين جنوب السودان وموريتانيا.

## مقارنة بين البلدين
هذه مقارنة عامة ومرجعية للدولتين:
| وجه المقارنة                                              | جنوب السودان                  | موريتانيا                 |
| --------------------------------------------------------- | ----------------------------- | ------------------------- |
| المساحة (كم2)                                             | 619.75 ألف                    | 1.03 مليون                |
| عدد السكان (نسمة)                                         | 12.58 مليون                   | 4.42 مليون                |
| الكثافة السكانية (ن./كم²)                                 | 20.3                          | 4.29                      |
| العاصمة                                                   | جوبا                          | نواكشوط                   |
| اللغة الرسمية                                             | لغة إنجليزية                  | اللغة العربية، لغة فرنسية |
| العملة                                                    | جنيه جنوب سوداني، جنيه سوداني | أوقية موريتانية، أوقية ‏   |
| الناتج المحلي الإجمالي (بليون دولار)                      | 2.90 مليار                    | 5.02 مليار                |
| الناتج المحلي الإجمالي (تعادل القوة الشرائية) بليون دولار | 22.88 مليار                   |                           |
| الناتج المحلي الإجمالي الاسمي للفرد دولار أمريكي          | 73                            |                           |
| الناتج المحلي الإجمالي للفرد دولار أمريكي                 | 2.02 ألف                      | 3.91 ألف                  |
| مؤشر التنمية البشرية                                      | 0.467                         | 0.506                     |
| رمز المكالمات الدولي                                      | +211                          | +222                      |
| رمز الإنترنت                                              | .ss                           | .mr                       |
| المنطقة الزمنية                                           | ت ع م+03:00                   | 00                        |

## منظمات دولية مشتركة
يشترك البلدان في عضوية مجموعة من المنظمات الدولية، منها:
| علم المنظمة | اسم المنظمة                               | تاريخ انضمام جنوب السودان | تاريخ انضمام موريتانيا |
| ----------- | ----------------------------------------- | ------------------------- | ---------------------- |
|             | وكالة ضمان الاستثمار متعدد الأطراف        | 18 أبريل 2012             | 8 سبتمبر 1992          |
|             | البنك الإفريقي للتنمية                    | ?                         | ?                      |
|             | منظمة الشرطة الجنائية الدولية             | ?                         | ?                      |
|             | الأمم المتحدة                             | 14 يوليو 2011             | 27 أكتوبر 1961         |
|             | الاتحاد الأفريقي                          | ?                         | 25 مايو 1963           |
|             | مؤسسة التمويل الدولية                     | 18 أبريل 2012             | 29 ديسمبر 1967         |
|             | يونسكو                                    | 27 أكتوبر 2011            | 10 يناير 1962          |
|             | مؤسسة التنمية الدولية                     | 18 أبريل 2012             | 10 سبتمبر 1963         |
|             | البنك الدولي للإنشاء والتعمير             | 18 أبريل 2012             | 10 سبتمبر 1963         |
|             | المركز الدولي لتسوية المنازعات الاستشارية | 18 مايو 2012              | 14 أكتوبر 1966         |
|             | الاتحاد البريدي العالمي                   | ?                         | ?                      |
|             | الاتحاد الدولي للاتصالات                  | 3 أكتوبر 2011             | 18 أبريل 1962          |

## وصلات خارجية
- موقع وزارة الخارجية الجنوب سودانية